# 草埔駅
草埔駅（そうほえき）は中華人民共和国深圳市羅湖区に位置する深圳地下鉄3号線の駅。

## 駅構造
- 島式ホーム1面2線を有する地上駅。ホームドア設置。

| 竜崗線ホーム (U3F) | ←■3号線 益田方面 |
| 竜崗線ホーム (U3F) | 島式ホーム       |
| 竜崗線ホーム (U3F) | ■3号線 双竜方面→ |

## 駅周辺
- 布吉聯検站

## 歴史
- 2010年12月28日 - 開業。

## 隣の駅
深圳地下鉄
■3号線
布吉駅 - 草埔駅 - 水貝駅